# Gadiel Sánchez Rivera
Gadiel “Cho” Sánchez Rivera (Pucallpa, 13 de octubre de 1978) es un explorador y aventurero peruano, además de un experto en exploraciones en la selva. En agosto de 2010, “Cho” concluyó la caminata en la que otro compañero de aventuras, Ed Stafford, había comenzado. En 2013, él logró su primer reconocimiento mundial en completar el primer tour de kayak alrededor del Lago Titicaca. 

## Biografía
Gadiel nació en 1978 en Pucallpa, Perú. Él creció en un asentamiento rural cerca de la ciudad de Satipo. Él concluyó la secundaria pero sus padres no estaban en una buena situación económica para asumir los gastos de la universidad. Como otra alternativa, él fue a trabajar a la granja de su padre. Su deseo era expandir el negocio agrícola de su familia; sin embargo, no era posible por la mala situación económica en la que vivían.
Por esta razón, él fue a trabajar a Satipo a una compañía de tala de madera. Su trabajo, le permitía viajar a lugares donde solamente gente indígena vivía o había estado ahí. Durante los cuatro años en los que desempeñó este trabajo fue que se dio cuenta cuánto le gustaba la aventura.
Gadiel estaba muy agradecido por el trabajo y la oportunidad que recibió trabajando ahí pero desafortunadamente no era económicamente factible, no pagaba los gastos del hogar.  En el año 2004, se le ofreció un trabajo con una compañía de tala industrial la cual usaba tractores de arrastre para talar los árboles. Inicialmente él aceptó el trabajo, sin embargo, tiempo después renunció porque no se sentía cómodo al trabajar para una compañía que dañaba el medio ambiente, algo que él admira y respeta tanto.
Luego, en el año 2008, Gadiel conoció a un explorador, Ed Stafford, quien lo contrató como guía. Poco tiempo después, el señor Stafford le ofreció el puesto de asistente hasta el final de su viaje. Gadiel fue conocido en los medios, bajo el sobrenombre de Cho. Él acompañó a Stafford en la caminata por exactamente dos años.

## Expediciones
- 2008 - 2010, 'Walking the Amazon' (Caminando el Amazonas) con Ed Stafford. Guía y miembro de equipo. Un documental con el mismo nombre 'Walking the Amazon' de dos volúmenes que fueron difundidos en Discovery Channel.[2]
- 2013, La expedición TitiKayak con Louis-Philippe Loncke. El primer tour completo en el mundo del Lago Titicaca en kayak. Creación del primer inventario fotográfico geolocalizado del lago: Ellos tomaron coordinadas GPS de la ubicación del límite entre el agua y el suelo, además de incluir fotos del paisaje de fondo. Ellos también tomaron fotos subacuáticas en el norte de la costa boliviana para localizar el hábitat de la rana gigante Telmatobius culeus.[3][4][5][6] Su compañero de trabajo dio una charla sobre su expedición en TEDxFlanders.[7]
- 2015, Solo Amazon. Gadiel es contratado como consultor y guía por la aventurera y exploradora polaca Marcin Gienieczko para atravesar las zonas de la selva peligrosa controladas por los señores de la droga.[8]
- 2016 - Se unió parcialmente a Laura Bingham en su viaje en bicicleta desde Ecuador a Argentina.[9]